# KZ Außenlager Wille
Das KZ-Außenlager Wille war ein Außenlager des KZ Buchenwald. Es wurde im Juni 1944 als Arbeitslager hauptsächlich für jüdische Gefangene errichtet, die im Hydrierwerk Zeitz der Braunkohle-Benzin AG (BRABAG) Zwangsarbeit im Rahmen des Mineralölsicherungsplan (Geilenberg-Programm) leisten mussten. Bei der Evakuierung zum KZ Theresienstadt kamen zahlreiche Häftlinge ums Leben, wobei beim Massaker in Reitzenhain hunderte ermordet wurden.

## Geschichte

### Entstehung und Entwicklung des Lagers
Im Mai 1944 begannen strategische alliierte Luftangriffe auf Zeitz, um das dortige kriegswichtige Hydrierwerk lahmzulegen. Zeitgleich wurde am Mineralölsicherungsplan, dem sogenannten Geilenberg-Programm, gearbeitet, der allerhöchste Priorität haben sollte. Der BRABAG-Vorstandssprecher Fritz Kranefuß, der auch ein Vertrauter Heinrich Himmlers war, agierte als Verbindungsmann zur SS und deren Wirtschafts- und Verwaltungshauptamt bei der Beschaffung von Zwangsarbeitern. Am 6. Juni 1944 konnte Kranefuß seinen Vorstandskollegen berichten, dass es ihm gelungen sei, bei Verhandlungen mit Oswald Pohl eine Zusage für 4250 KZ-Häftlinge für das Hydrierwerk Zeitz zu erhalten. Bereits am 4. Juni 1944 war ein Vorkommando mit 200 vorwiegend niederländischen Häftlingen angekommen, die in Gleina im Saal des Gasthof Harnisch und im Ochsenstall der Zeitzer Zuckerfabrik untergebracht worden waren.
Zunächst wurde in Tröglitz von der BRABAG ein Zeltlager für die ankommenden Häftlinge errichtet und im November 1944 wurde der Lagerteil in Gleina ganz aufgelöst. Am 1. Januar 1945 wurde dann das von der Organisation Todt hastig errichtete Barackenlager in Rehmsdorf bezogen. Wegen Überfüllung, fehlender Abwasserentsorgung und völlig unzureichender sanitärer Einrichtungen gab es ein hohes Infektionsrisiko für die Häftlinge. Der Buchenwalder KZ-Arzt Gerhard Schiedlausky forderte von der BRABAG aus arbeitsökonomischen Gründen eine Verbesserung der Arbeitsverhältnisse und die Häftlinge errichteten aus eigener Initiative eine Entlausungseinrichtung. Die SS benannte das Lager nach Karl Wille, dem Leiter BRABAG in Tröglitz. Weitere Bezeichnungen waren nach den Ortsnamen Außenlager Gleina, Tröglitz und Rehmsdorf.
Geleitet wurde das Lager von SS-Obersturmführer Rudolf Kern.

### Häftlinge
Schätzungsweise durchliefen 8600 Häftlinge das Außenlager. Ein großer Teil waren ungarische Juden, die von der SS über Auschwitz und das KZ Buchenwald ins Außenlager gebracht wurden. Hitler hatte nach dem Scheitern des NS-Arbeitskräfteprogramms zugestimmt, ungarische Juden ins Arbeitskräftereservoir aufzunehmen, so dass unter kriegswirtschaftlichen Zwängen die kompromisslose „Endlösung der Judenfrage“ vorübergehend eingeschränkt wurde. Weitere Zwangsarbeiter kamen aus Belgien, Deutschland, Frankreich, Polen, Rumänien, der Tschechoslowakei, der Ukraine und Lettland.
| Monat          | Belegung           | Belegung          | Tote               | Tote              |
| Monat          | lt. Betriebsarchiv | lt. Monatsbericht | lt. Betriebsarchiv | lt. Monatsbericht |
| 1944 Juni      | 2978               | 2980              | 3                  | 2                 |
| 1944 Juli      | 4201               | 4202              | 5                  | keine Angabe      |
| 1944 August    | 4274               | 4195              | 14                 | keine Angabe      |
| 1944 September | 4164               | 5160              | 17                 | keine Angabe      |
| 1944 Oktober   | 4127               | 4890              | 16                 | 16                |
| 1944 November  | 4032               | 4536              | 87                 | 112               |
| 1944 Dezember  | 3380               | 2999              | 160                | keine Angabe      |
| 1945 Januar    | 3176               | 3239              | 201                | 287               |
| 1945 Februar   | 2871               | 3176              | 180                | 307               |
| 1945 März      | 2211               | 3025              | 102                | 102               |

Die Zahlen aus dem Betriebsarchiv und den Monatsberichten ans Hauptlager (Stichtag 20. der lfd. Monats) sind abweichend.
Nach den Unterlagen der SS starben 733 Häftlinge vor Ort und 658 wurden in den Krematorien in Gera, Altenburg und Weißenfels eingeäschert. Dauerhaft arbeitsunfähige Häftlinge wurden selektiert und ins Hauptlager Buchenwald zurückgesandt. 788 Häftlinge starben auf den Rücktransporten oder kurz darauf im Block 59, wo Tötungen durch Injektionen durchgeführt wurden. Andere wurden weiter nach Auschwitz transportiert und dort ermordet. Mindestens 934 Häftlinge starben im April 1945 auf dem Todesmarsch bei der Evakuierung des Lagers.
Insgesamt starben laut dem Historiker Stefan Hördler 5871 Häftlinge, einschließlich der wegen Arbeitsunfähigkeit und Krankheit nach Auschwitz und in andere Lager Verschleppten.
Der spätere Literaturnobelpreisträger Imre Kertész war Gefangener im Lager und verarbeitete seine KZ-Erfahrung in dem fiktionalen Holocaust-Roman Roman eines Schicksallosen.

### Auflösung und Endphasenverbrechen
Vor dem Anrücken amerikanischer Truppen wurden die Häftlinge Anfang April in überfüllten offenen Güterwaggons mit Ziel KZ Theresienstadt evakuiert. Vor Reitzenhain an der deutsch-tschechischen Grenze kam es bei einem alliierten Luftangriff zu einer Panik. Überlebende flohen in die Wälder und wurden von der SS sowie der lokalen Hitler-Jugend und NSDAP-Angehörigen verfolgt und 388 Häftlinge wurden in einem Massaker getötet.

## Aufarbeitung

### Juristische Aufarbeitung

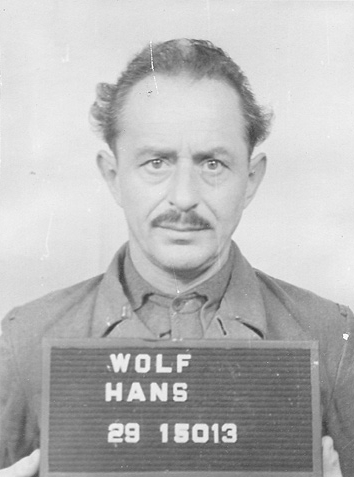
Angeklagter Lagerältester Hans Wolf im April 1947

Vom SS-Personal wurde niemand juristisch belangt. Heinrich Bütefisch, ein Vorstandsmitglied der IG Farben und Brabag, bestritt trotz seiner damaligen Werksinspektion jede Verantwortung für die Vorgänge. (Er wurde im I.G.-Farben-Prozess 1948 zu sechs Jahren Haft verurteilt, 1951 vorzeitig entlassen und 1964 mit dem Bundesverdienstkreuz ausgezeichnet.)
Der Lagerälteste Hans Wolf wurde im Rahmen der Dachauer Prozesse im Buchenwald-Hauptprozess zum Tode verurteilt und am 18. November 1948 hingerichtet.

### Gedenken
In Rehmsdorf erinnern Gedenksteine und eine Dauerausstellung im Bürgerhaus Rehmsdorf an das dortige Außenlager. Auf dem ehemaligen Lagergelände können noch zwei Wohnbaracken besichtigt werden.
In Reitzenhain fünf Kilometer vor Marienberg wurde eine Gedenkstätte neben den Bahngleisen für die Opfer des Massakers eingerichtet. Dorthin wurden die sterblichen Überreste von 218 Opfern umgebettet.
In Mumsdorf findet alljährlich eine Gedenkfeier auf dem dortigen Ehrenfriedhof statt. Dabei wird der Toten gedacht, die in drei Massengräbern und mehreren Einzelgräbern nach dem Krieg gefunden worden waren und zum größten Teil Häftlinge des Außenlagers in Rehmsdorf waren.